# Será (canción de Lu)
«Será» es una canción grabada por los cantantes de Lu y fue escrita por Mario Sandoval y Paty Cantú. Fue lanzada al mercado musical el 4 de julio de 2005 como el cuarto y último sencillo de su primer álbum de estudio, Lu.
La canción sería más tarde publicada en plataformas digitales obteniendo cerca de 2 millones de visualizaciones en YouTube, y más de 4 millones de reproducciones en Spotify.

## Video musical
El vídeo musical de «Será» fue publicado el 15 de julio de 2009 en la plataforma digital YouTube, fue producido por Warner Music Latina. Cuenta con más de 1 millón de reproducciones.

## Lista de canciones

### Descarga digital
| Será — Single |        |          |  |
| N.º           | Título | Duración |  |
| 1.            | «Será» | 3:04     |  |